# La escuela de las mujeres (película)
La escuela de las mujeres (título original: Hustruskolan) es un telefilme sueco de drama de 1983, dirigido por Ingmar Bergman, escrito por Lars Forssell y basado en una obra de teatro de Molière, el elenco está compuesto por Allan Edwall, Lena Nyman y Björn Gustafson, entre otros. Este largometraje fue producido por Kungliga Dramatiska Teatern y SVT Drama; se estrenó el 25 de diciembre de 1983.

## Sinopsis
El anciano Arnolphe ha decidido contraer matrimonio con una joven, Agnes. Su amada es muy joven e ingenua para saber de los planes que tiene para ella. Pero Agnes y el joven amigo de Arnolphe, el elegante Horace, se enamoran. Esto complica el intento de Arnolphe de casarse, va a tener que solucionar ese problema.